# High Enough
High Enough è una power ballad del supergruppo statunitense Damn Yankees, estratta come singolo dall'eponimo album di debutto del gruppo nell'agosto 1990.
Si tratta del brano di maggior successo della band, avendo raggiunto la terza posizione della Billboard Hot 100 e il secondo posto della Mainstream Rock Songs negli Stati Uniti, trainando in maniera importante le vendite complessive dell'album. Il singolo è stato certificato con il disco d'oro per le vendite dalla RIAA il 18 gennaio 1991.
Nel 2014 è stata indicata come la 22ª più grande power ballad di tutti i tempi da Yahoo! Music.

## Video musicale
Il videoclip del brano è stato girato a River Ridge, in Louisiana, e raffigura un giovane vagabondo e la sua ragazza che commettono una serie di rapine. Tuttavia, la loro ultima bravata sembra avere conseguenze ben più gravi man mano che diventano il bersaglio di una caccia all'uomo da parte della polizia locale. È implicito, ma non specificamente indicato, che il vagabondo può avere commesso un omicidio. La ragazza viene catturata, ma il vagabondo sfugge e si nasconde dietro le mura di casa sua, venendo bersagliato dai colpi di proiettile della polizia. Tuttavia non è chiaro il destino del vagabondo, in quanto non viene mostrato cosa succede dopo l'ingresso della polizia nell'abitazione. Alla ragazza è data la pena di morte e vengono recitati i suoi ultimi riti da un sacerdote, mentre lei viene portata fuori dalla sua cella verso la camera dell'esecuzione. Come finisce il video, il prete si rivela essere nientemeno che il chitarrista Ted Nugent.

## Tracce
7" Single A|B Warner 5439-19595-7
1. High Enough (versione ridotta) – 4:17
2. Piledriver  – 4:18

CD Single 7599-21839-2
1. High Enough – 4:43
2. Piledriver  – 4:18
3. Bonestripper – 4:34

## Formazione
- Tommy Shaw – voce, chitarra
- Jack Blades – voce, basso
- Ted Nugent – chitarra, voce
- Michael Cartellone – batteria, cori

## Classifiche
| Classifica (1991)             | Posizione massima |
| ----------------------------- | ----------------- |
| Canada                        | 12                |
| Nuova Zelanda                 | 24                |
| Stati Uniti                   | 3                 |
| Stati Uniti (mainstream rock) | 2                 |
| Stati Uniti (radio)           | 4                 |